# Gesta comitum barchinonensium

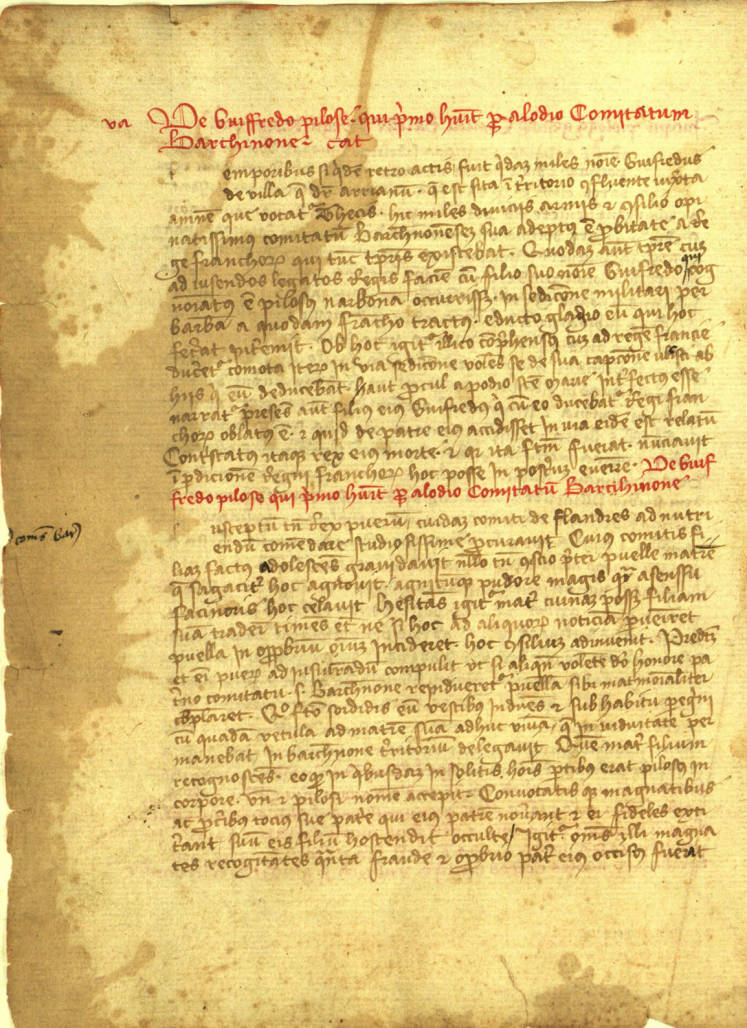
Página de la Gesta Comitum Barchinonensium que relata el inicio de la leyenda de Wifredo el Velloso

La Gesta Comitum Barchinonensium es una crónica escrita originalmente en latín por monjes del monasterio de Ripoll que detalla los orígenes legendarios de la Casa de Barcelona, la sucesión genealógica de los condes de Barcelona y su continuidad dinástica en los primeros reyes de la Corona de Aragón. La primera redacción del texto es de finales del siglo XII y posteriormente tuvo varias ampliaciones. Este texto, posiblemente fruto de una comisión real, sirvió de base para otras crónicas posteriores, como la de Bernat Desclot.

## Redacciones
La redacción primitiva del documento comienza con la leyenda de la llegada al poder de Wifredo el Velloso y se prolonga hasta la muerte de Ramón Berenguer IV; esta versión fue escrita por un mismo autor en tres fases y se finalizó entre 1162 y 1184. Posteriormente fue continuada entre 1200 y 1208 para abarcar el reinado de Alfonso II de Aragón. Una segunda adición fue redactada entre 1214 y 1218, e incluye el reinado de Pedro el Católico y la minoría de edad de Jaime I. Finalmente, una tercera adición, redactada entre 1270 y 1275, comprende todo el reinado del Conquistador. 
Se completó una segunda redacción de la obra entre 1268 y 1270, basada en la versión original y complementada con datos de otros textos, como el Cronicón Rivipullense, el poema In laudem de Oliba, la Brevis historia monasterii Rivipullensis y De rebus Hispaniae de Rodrigo Ximénez de Rada.
La redacción final, elaborada entre 1303 y 1314, se basa en esta redacción intermedia y abarca hasta 1299.